# ベロシミンデヒドロゲナーゼ
ベロシミンデヒドロゲナーゼ（vellosimine dehydrogenase）は、次の化学反応を触媒する酸化還元酵素である。
10-デオキシサルパギン + NADP+ {\displaystyle \rightleftharpoons } ベロシミン + NADPH + H+
すなわち、この酵素の基質は10-デオキシサルパギンとNADP+、生成物はベロシミンとNADPHとH+である。
組織名は10-deoxysarpagine:NADP+ oxidoreductaseである。